# U 1103
U 1103 war ein deutsches Unterseeboot der Klasse VII C/41, welches im Zweiten Weltkrieg von der Kriegsmarine als Schulungsboot in der Ostsee eingesetzt wurde.

## Das Boot
U 1103 wurde am 10. Oktober 1941 bei den Nordseewerken in Emden, als erstes Typ VII C/41 U-Boot der Werft, in Auftrag gegeben. Das Boot erhielt die Baunummer 223 und wurde am 26. Mai 1943 auf Kiel gelegt. Der Stapellauf erfolgte am 12. Oktober 1943 und die Indienststellung unter Kapitänleutnant Hans Bungards am 8. Januar 1944. Das Boot trug kein eigenes Emblem, jedoch führte es für einen unbekannten Zeitraum das Frontreifezeichen der AGRU-Front am Turm.
Die nächsten acht Monate befand sich das U-Boot in der Frontausbildung bei der 8. U-Flottille, einer Ausbildungsflottille, in Danzig, bevor es im September 1944 der in Gotenhafen stationierten 21. U-Flottille als Schulungsboot für spätere U-Bootmänner unterstellt wurde. KpLtn Hans Bungards wurde am 3. Juli 1944 von KpLtn Werner Sausmikat als Kommandant abgelöst, der das Boot bis zum 8. Oktober 1944 befehligte, als er das bei der Kriegsmarinewerft Wilhelmshaven gebauten Boot U 774 übernahm. U 1103 lag danach einige Zeit einsatzbereit in Cuxhaven, wurde jedoch bis Kriegsende, trotz Frontreifeprüfung, nicht mehr eingesetzt.

## Kommandanten
- Hans Bungards
- Werner Sausmikat wurde am 7. Oktober 1917 in Günthen geboren und trat am 9. Oktober 1937 in die Kriegsmarine ein. Im Dezember 1939 wechselte er zur Luftwaffe, wo er am 6. Mai 1941 als Flieger in der 4. Staffel des Kampfgeschwaders 26 diente. Im Laufe des Jahres 1942 erhielt er den Ehrenpokal und das Deutsche Kreuz in Gold. Nachdem er im Februar 1943 zurück zur Kriegsmarine gegangen war, diente er auf dem U-Boot U 371. Ab dem 28. Februar 1944 übernahm er das Kommando über das Schul-U-Boot U 56, bevor er am 3. Juli 1944 U 1103 übernahm. Am 9. Oktober übernahm er dann das Kommando von U 774, mit dem er nach einem Wasserbombenangriff der britischen Geleitzerstörer Calder und Bentinck am 8. April 1945 unterging.[2]
- Karl-Heinz Schmidt
- Jürgen Iversen
- Wilhelm Eisele

## Ende
Am 5. Mai 1945 lagen in Cuxhaven acht U-Boote: U 291, U 779, U 883, U 1103, U 1406, U 1407, U 2341 und U 2356. Am 8. Mai traf noch U 1194 und am 9. Mai U 1198 ein. Nachdem man die Boote nach Wilhelmshaven, dem Sammelpunkt der verbliebenen U-Boote, verlegt hatte, wurden alle dort befindlichen U-Boote entweder nach Loch Ryan in Schottland oder Lisahally in Nordirland überführt, um dann bei der Operation Deadlight versenkt zu werden. Am 28. Dezember 1945 war U 1103 zur Versenkung ausgewählt. Es wurde von der britischen Fregatte Cawsand Bay auf die Position 56° 03' N - 10° 05' W geschleppt und am 30. Dezember 1945 um 10:10 Uhr durch Geschützfeuer des britischen Zerstörers Onslaught versenkt.